# Omolabus equestris
Omolabus equestris es una especie de coleóptero de la familia Attelabidae.

## Distribución geográfica
Habita en Costa Rica y El Salvador.